# Sierra del Mugrón
Sierra del Mugrón este o arie protejată (arie specială de conservare — SAC, sit de importanță comunitară — SCI) din Spania întinsă pe o suprafață de 1.749 ha, integral pe uscat.

## Localizare
Centrul sitului Sierra del Mugrón este situat la coordonatele 38°56′54″N 1°07′39″W / 38.9483°N 1.1275°V.

## Înființare
Situl Sierra del Mugrón a fost declarat sit de importanță comunitară în iulie 2001 pentru a proteja un număr necunoscut de specii din flora spontană și fauna sălbatică aflate în arealul zonei. Situl a fost protejat și ca arie specială de conservare în mai 2021.

## Biodiversitate
Situată în ecoregiunea mediteraneană, aria protejată conține 6 habitate naturale: Pseudostepă cu ierburi și specii anuale de Thero-Brachypodietea, Pante stâncoase calcaroase cu vegetație casmofită, Păduri de Quercus ilex și Quercus rotundifolia, Tufărișuri termo-mediteraneene și de pre-deșert, Lande oro-mediteraneene cu formațiuni endemice de grozamă, Matorral arborescenți cu Juniperus spp..
La baza desemnării sitului se află un număr nedeclarat de specii protejate.